# George Leveson-Gower, 1. vévoda ze Sutherlandu
George Leveson-Gower, 1. vévoda ze Sutherlandu (George Granville Leveson-Gower, 1st Duke of Sutherland, 2nd Marquess of Stafford, 3rd Earl Gower, 3rd Viscount Trentham, 4th Baron Gower of Stittenham) (9. ledna 1758, Londýn, Anglie – 19. července 1833, Dunrobin Castle, Skotsko) byl v první polovině 19. století nejbohatší anglický šlechtic, politik a diplomat. Pocházel z rodu Leveson-Gowerů, v mládí byl členem Dolní sněmovny, vyslancem ve Francii a krátce také členem vlády. Převzetím majetku po otci, strýci a předcích své manželky se stal dědicem největšího pozemkového majetku ve Velké Británii. V Anglii a Skotsku vlastnil přes 500 000 hektarů půdy, patřila mu také řada honosných sídel. Po otci zdědil titul markýze ze Staffordu (1803), krátce před smrtí byl povýšen na vévodu ze Sutherlandu (1833). Jeho mladší bratr Granville Leveson-Gower, 1. hrabě Granville (1773–1846) byl dlouholetým velvyslancem ve Francii, švagr Dudley Ryder, 1. hrabě z Harrowby (1762–1847) byl ministrem zahraničí a prezidentem Tajné rady, další švagr Edward Harcourt (1757–1847) byl arcibiskupem v Yorku.

## Kariéra
Narodil se v Londýně jako prvorozený syn 1. markýze ze Staffordu, po matce Louise Egerton (1723–1761) byl vnukem 1. vévody z Bridgewateru. Studoval ve Westminsteru a Oxfordu, v letech 1779–1784 a 1787–1799 byl členem Dolní sněmovny za stranu whigů (do parlamentu byl zvolen dva týdny po dosažení plnoletosti). Jako otcův dědic užíval nejprve jméno vikomt Trentham (do roku 1786) a hrabě Gower (1786–1803). Do Sněmovny lordů vstoupil již v roce 1799 jako baron Gower, až v roce 1803 po otci zdědil titul markýze ze Staffordu.
V letech 1790–1792 byl vyslancem v Paříži, v této funkci následoval svého bratrance vévodu z Dorsetu, od roku 1790 byl zároveň členem Tajné rady. Paříž opustil po vyhlášení Francouzské republiky a začátku válek s revoluční Francií v roce 1792, během 18. století se jednalo již o šesté přerušení diplomatických styků mezi Británií a Francií. V Pittově vládě byl později generálním poštmistrem (1799–1801).
V roce 1806 získal Podvazkový řád, kromě toho zastával úřady lorda-místodržitele v hrabstvích Sutherland (1793–1831) a Staffordshire (1800–1801).

## Rodina a majetkové poměry

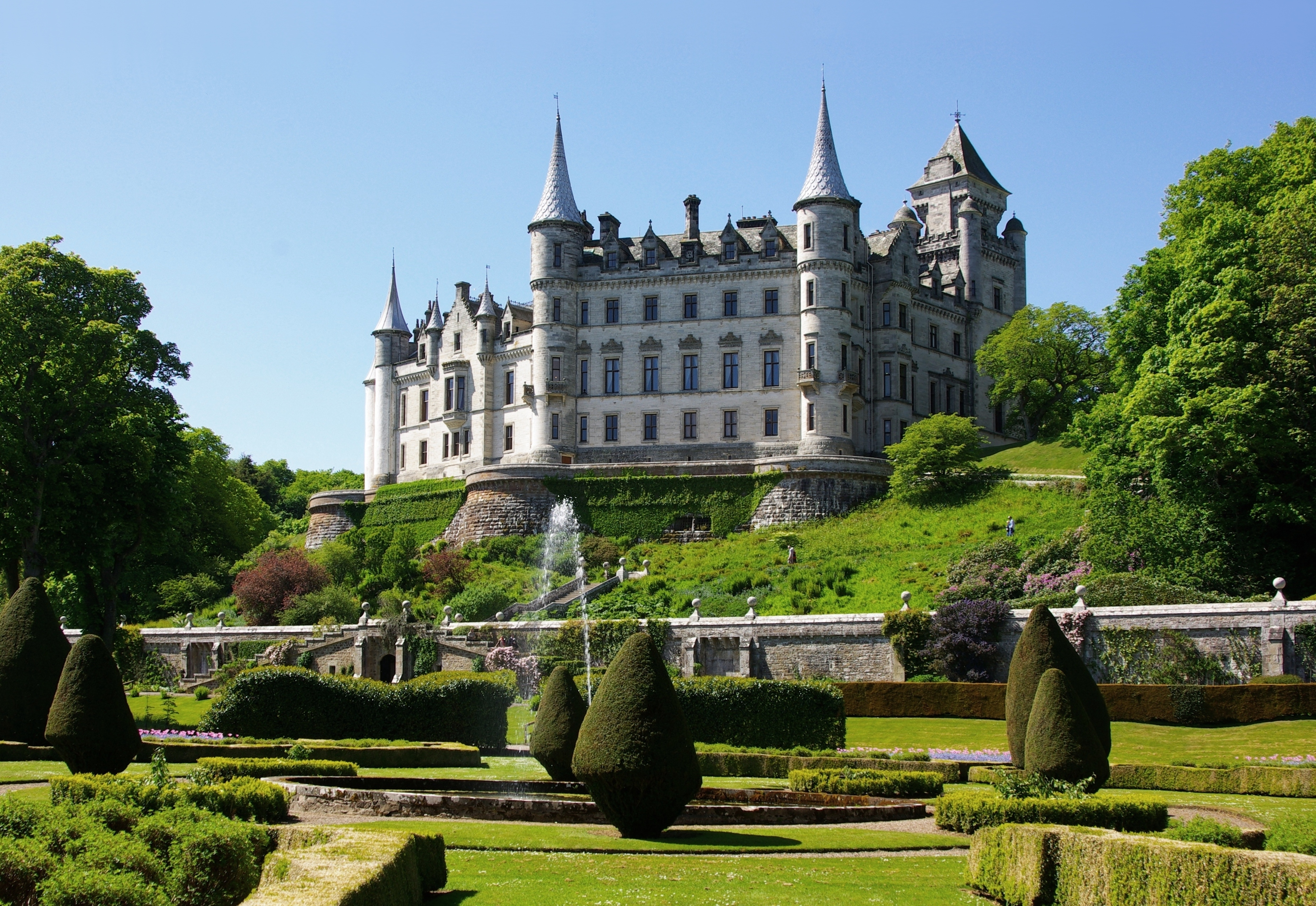
Hrad Dunrobin Castle (Skotsko), hlavní rodové sídlo vévodů ze Sutherlandu

V roce 1785 se oženil s Elizabeth Gordon, 19. hraběnkou ze Sutherlandu (1765–1839), dědičkou rozsáhlých majetků ve Skotsku včetně rodového sídla Dunrobin Castle. V březnu 1803 se stal dědicem svého strýce Francise Egertona, 3. vévody z Bridgewateru (1736–1803), jehož majetek byl odhadován na dva milióny liber. V říjnu 1803 pak po otci zdědil rodové statky v hrabstvích Staffordshire a Shropshire. Na svých rozsáhlých statcích podporoval rozvoj průmyslu, zemědělství a stavbu veřejných komunikací, zároveň byl však jako zaměstnavatel a iniciátor násilných přesunů obyvatelstva za účelem získání nové půdy kritizován pro své nízké sociální cítění.
Na svých statcích nechal postavit zámek Lilleshall Hall (Shropshire), v roce 1827 po smrti vévody z Yorku koupil londýnský palác Stafford House, dnes známý jako Lancaster House.
Z manželství s hraběnkou ze Sutherlandu měl sedm dětí, z nichž tři synové zemřeli v dětství. Nejstarší syn George Granville Leveson-Gower (1786–1861) zdědil titul vévody ze Sutherlandu, mladší syn Francis Leveson-Gower (1800–1857) jako dědic Egertonů přijal v roce 1833 příjmení Egerton a v roce 1846 získal titul hraběte z Ellesmere. Dcera Charlotte (1788–1870) byla manželkou 13. vévody z Norfolku, mladší dcera Elizabeth (1797–1891) se provdala za 2. markýze z Westminsteru.